# Rakowce (rejon głębocki)
Rakowce (biał. Ракаўцы; ros. Раковцы) – wieś na Białorusi, w obwodzie witebskim, w rejonie głębockim, w sielsowiecie Udział.

## Historia
W czasach zaborów wieś w gminie Wierzchnie, w powiecie dzisieńskim, w guberni wileńskiej Imperium Rosyjskiego.
W latach 1921–1945 wieś Rakowce I i Rakowce II leżały w Polsce, w województwie wileńskim, w powiecie dziśnieńskim, w gminie Wierzchnie, od 1929 roku w gminie Głębokie.
Według Powszechnego Spisu Ludności z 1921 roku zamieszkiwało:
- Rakowce I – 198 osób, 64 było wyznania rzymskokatolickiego, 127 prawosławnego a 7 mahometańskiego. Jednocześnie wszyscy mieszkańcy zadeklarowali polską przynależność narodową. Było tu 41 budynków mieszkalnych[2]. W 1931 w 43 domach zamieszkiwały 168 osób[3].
- Rakowce II – 151 osób, 17 było wyznania rzymskokatolickiego, 134 prawosławnego. Jednocześnie wszyscy mieszkańcy zadeklarowali polską przynależność narodową. Było tu 29 budynków mieszkalnych[2]. W 1931 w 31 domach zamieszkiwały 157 osób[3].

Wierni należeli do parafii rzymskokatolickiej w Mosarzu i prawosławnej w miejscowości Wierzchnie. Miejscowości podlegały pod Sąd Grodzki w Duniłowiczach i Okręgowy w Wilnie; właściwy urząd pocztowy mieścił się w Wierzchni.
W wyniku napaści ZSRR na Polskę we wrześniu 1939 miejscowość znalazła się pod okupacją sowiecką. 2 listopada została włączona do Białoruskiej SRR. Od czerwca 1941 roku pod okupacją niemiecką. W 1944 miejscowość została ponownie zajęta przez wojska sowieckie i włączona do Białoruskiej SRR.
Od 1991 w składzie niepodległej Białorusi.